# 陆深
陆深（1477年—1544年），名一作㴱，初名荣，字子渊，号俨山，南直隸松江府上海县（今属上海市）人，明朝政治人物、書法家。弘治辛酉解元，乙丑進士，累官詹事府詹事。上海浦東的陆家嘴即因其故宅得名。

## 生平
成化十三年（1477年）出生，初名“榮”。早年與徐祯卿一起讀書，後來成為王陽明之父王華的門生。弘治十四年（1501年）中式辛酉科應天鄉試第一名舉人。弘治十八年（1505年）成进士。选翰林院庶吉士，授编修。此後宦官劉瑾專權，嫉恨翰林不附己，將翰林盡數外調。陸深任南京禮部精膳司主事，不久因病乞歸。
正德十一年（1516年），劉瑾伏誅，回京復原職。正德十二年（1517年），任會試同考官，取中舒芬、夏言等名士。正德十三年（1518年）九月十六日，升任国子监司业。丁父憂歸里。
嘉靖七年（1528年），任國子監祭酒，充经筵讲官。嘉靖八年（1529年），以抗疏谪延平府同知，轉山西提学副使，改浙江。嘉靖十二年（1533年），任江西右参政，次年擢陕西右布政使，升四川左布政使。嘉靖十五年（1538年）拜光禄寺卿，次年为太常寺卿兼侍读学士，进詹事府詹事。嘉靖十九年（1542年）辭官歸里。嘉靖二十三年（1544年）卒。赠礼部侍郎，谥文裕。

## 成就

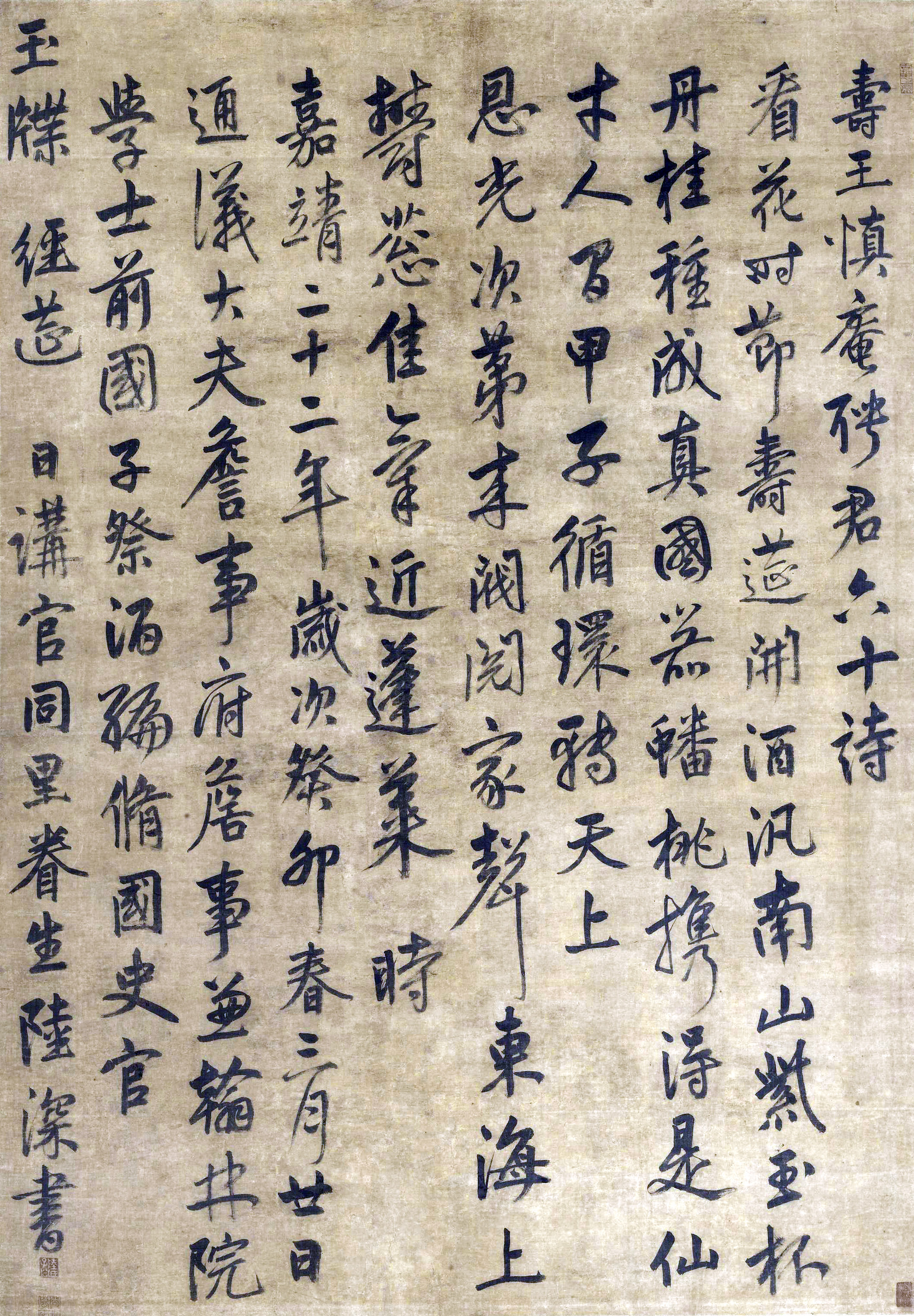
陆深行书王慎庵六十寿诗

陆深工書法，喜仿李邕、赵孟頫，“遒劲有法，如铁画银钩”，為詞臣之冠。史载陆深、莫如忠、莫云卿父子等“皆以善书称，其昌后出，超越诸家……名闻外国，尺素短札，流布人间，争购宝之”。今北京故宫博物院藏有代表作《瑞麦赋》。
陆深著述甚丰，有《俨山文集》一百卷，续集十卷；《俨山外集》四十卷，合称《俨山集》。

## 紀念
上海縣學宮曾有為陸深所建之“解元”牌坊。

## 墓葬
1969年，浦東建設人防工程，當時位於陸家嘴的海興路西側，東寧路以北的陸深墓地被毀。出土文物現存上海博物館。

## 家族
原为華亭人，曾祖陆德衡，始迁居上海之洋泾。祖陸璿，號筠松，父陸平，号竹坡，前母瞿氏、母吴氏，俱贈淑人。
陆深夫人梅氏：在陆深已故之后的明嘉靖三十二年（1553年），为抵御倭寇，上海开始筑城。为支持筑城，梅氏捐银两千两，并毁屋让地。因此上海县城的“宝带门”又称“夫人门”。
陸深之子陸楫，字思豫，號小山，以父廕，由廩生入太學，著有《蒹葭堂稿》、《古今說海》，卒年未滿四十，無子。陸深選族孫陸郯為繼承。一女适贵州布政司副理问瞿学召。
陸郯，字承道，號三山，以廕官都察院都事。歷官石阡府知府，政績卓著。擢苑馬寺少卿，力辭歸里。與陸深並入鄉賢祠。
陸郯之子陸堣，以博聞强識著稱。子陸埁，書法娟秀，有蘇軾、米芾之風，得董其昌推重，有“二陸詞翰”之目。
從兄陸淮，字惟遠，明正德年間（1506年—1521年）例貢，任山西遼州府同知，妻沈氏，是沈鎡的長女，沈恩的異母姊。

## 延伸閱讀
[在维基数据编辑]
 在维基文库阅读此作者作品（ 在维基共享资源阅览影像）
 《國朝獻徵錄·卷之十八》，出自焦竑《國朝獻徵錄》
 《明史卷二百八十六》，出自《明史》
 维基文库中的相關文獻：瑞麥賦